# Llista de peixos del riu Groc

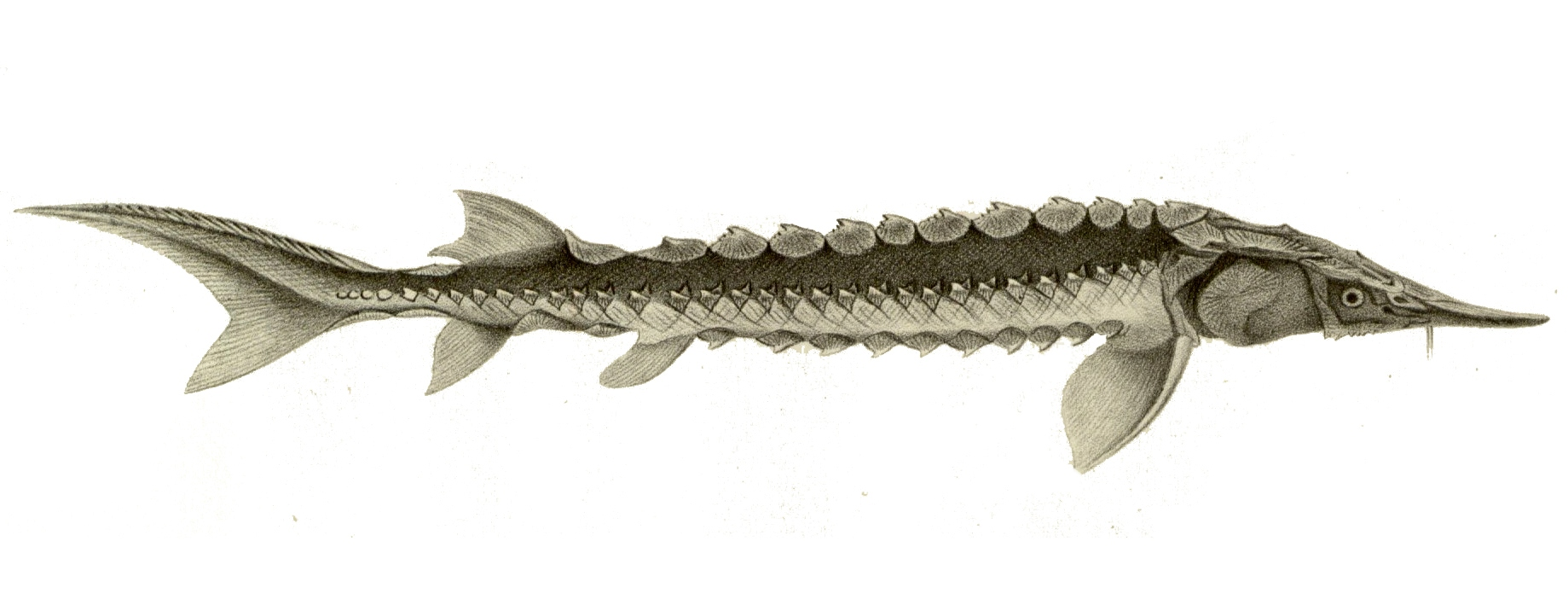
Acipenser dabryanus

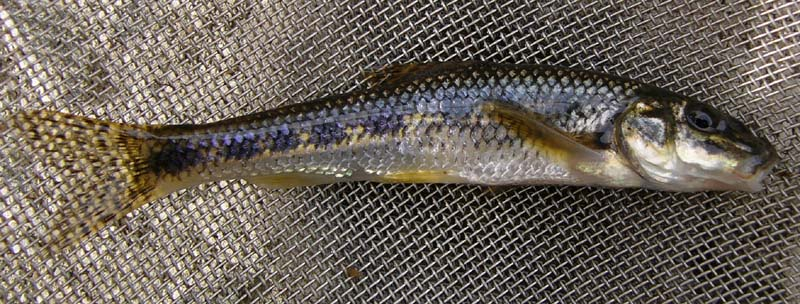
Gobi (Gobio gobio)

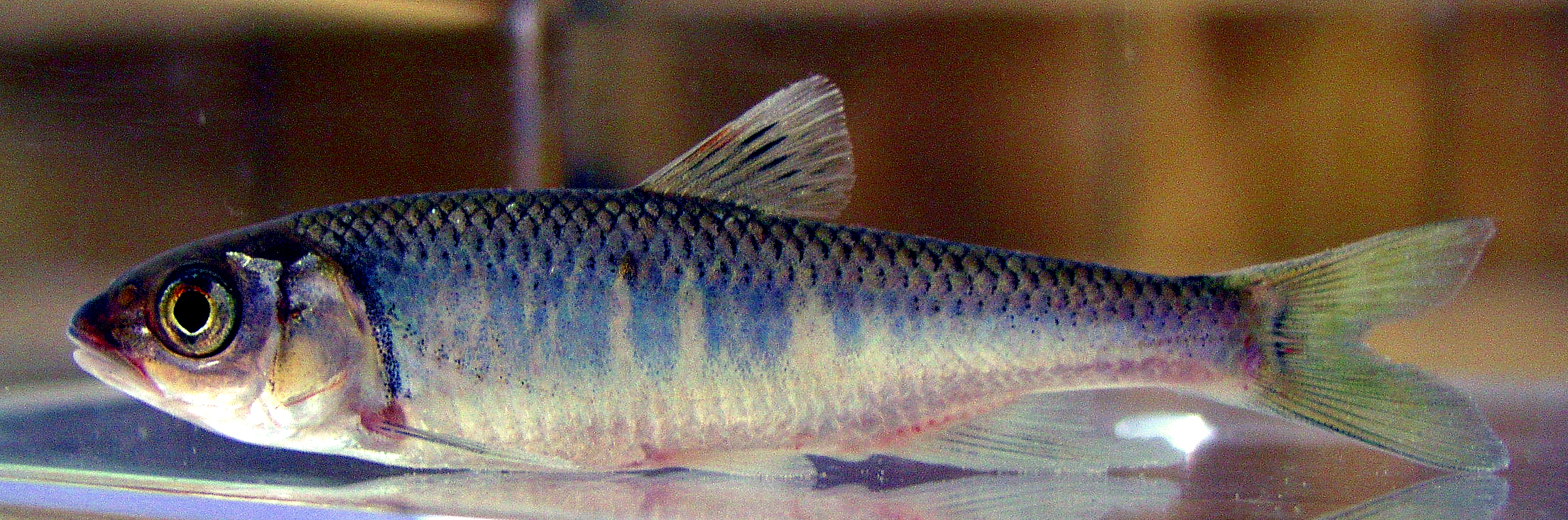
Zacco platypus

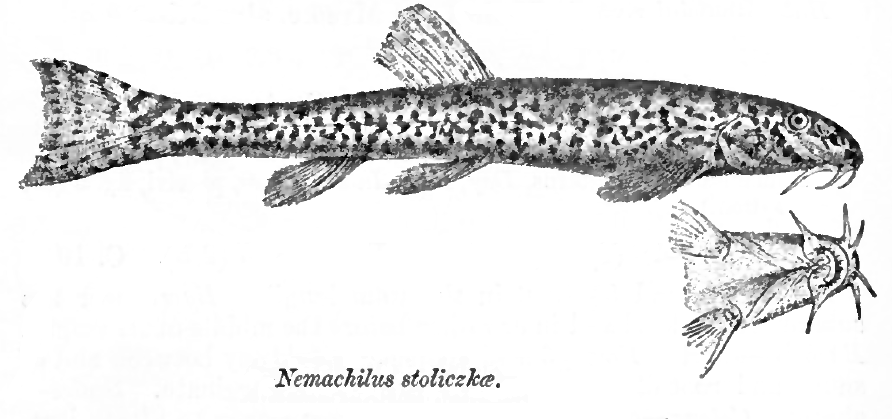
Triplophysa stoliczkai

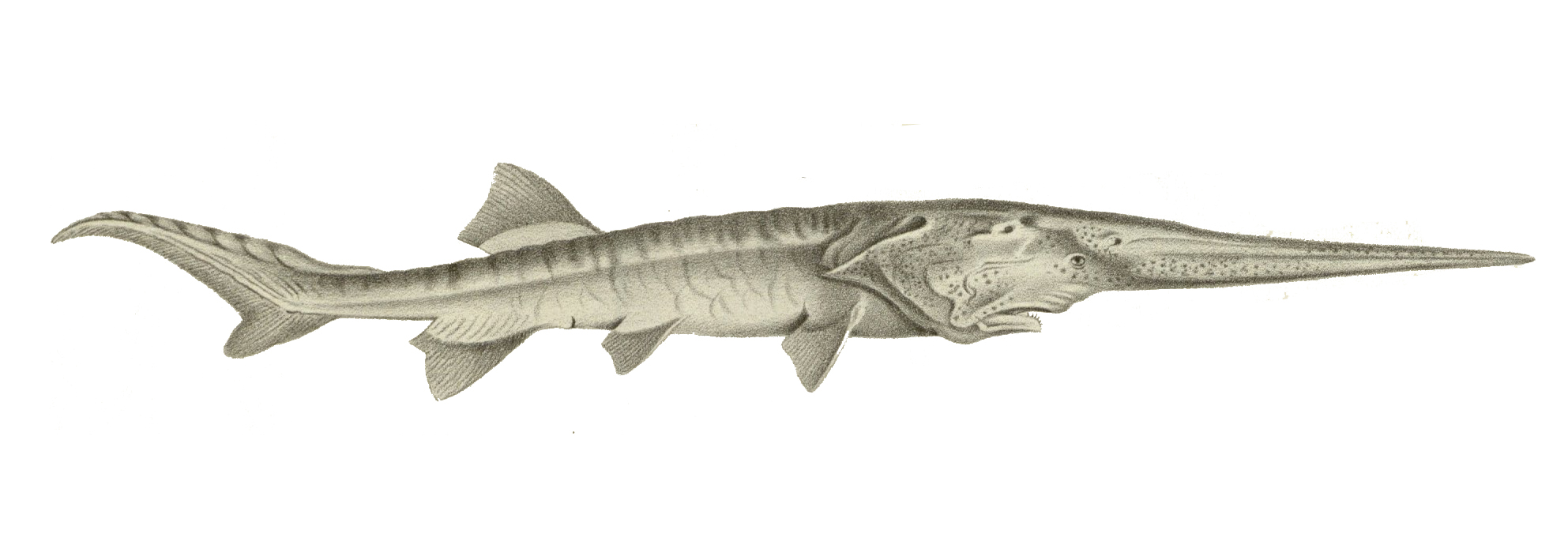
Psephurus gladius

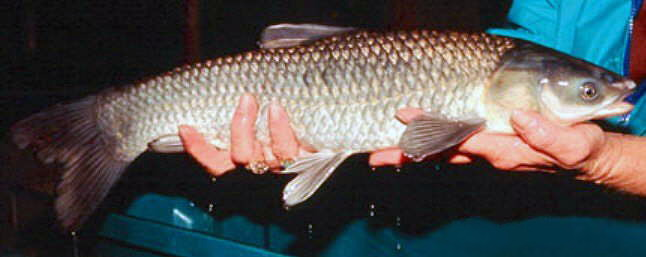
Mylopharyngodon piceus

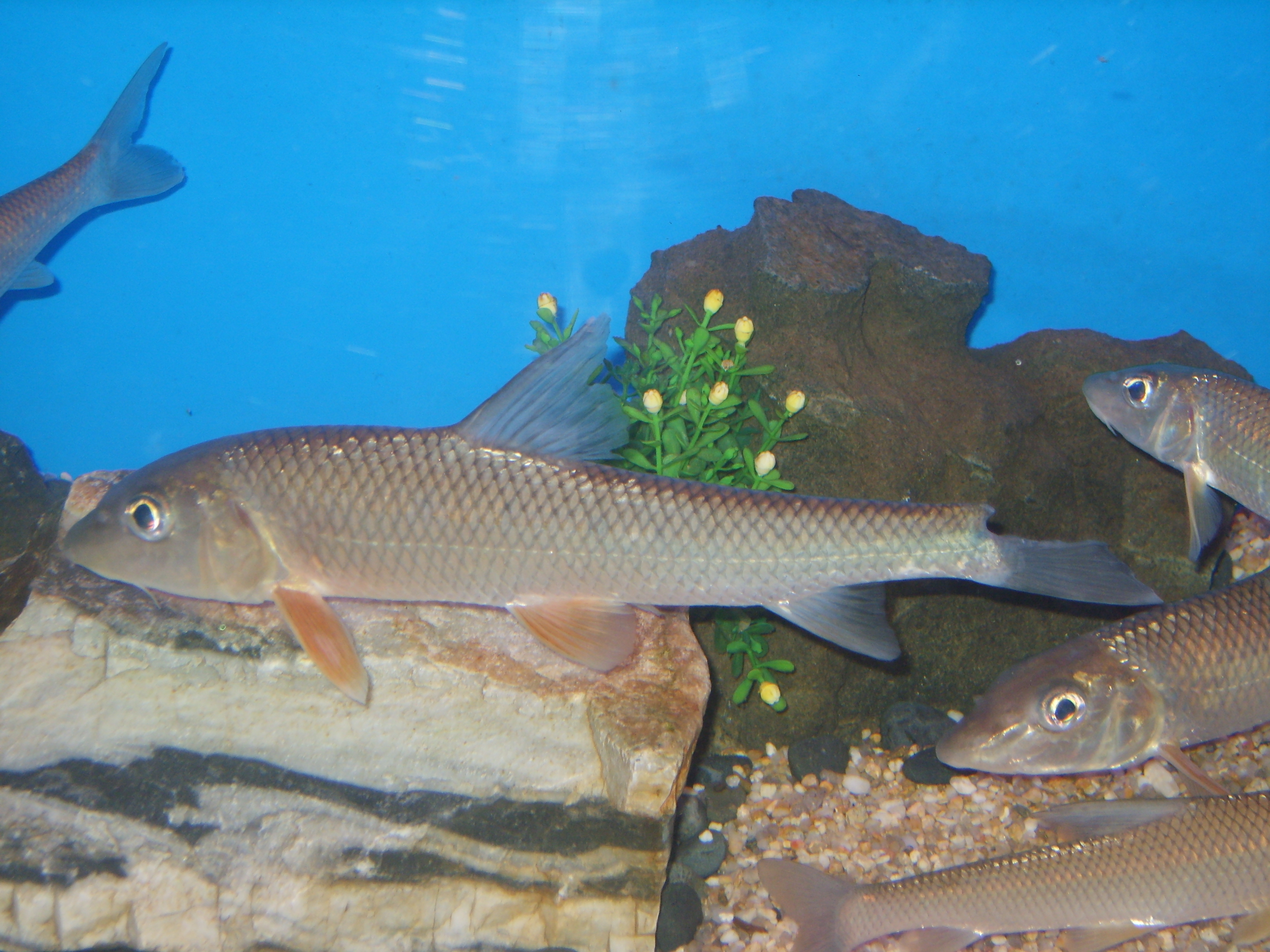
Hemibarbus labeo

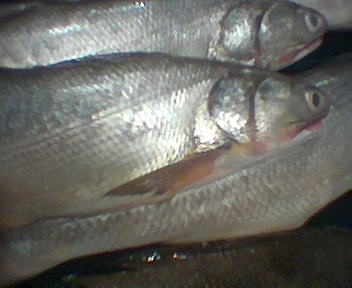
Elops machnata

Aquesta llista de peixos del riu Groc -incompleta- inclou 57 espècies de peixos que es poden trobar al riu Groc, a la Xina, ordenades per l'ordre alfabètic de llur nom científic.

## A
- Acanthogobio guentheri
- Acanthorhodeus chankaensis
- Acheilognathus barbatulus
- Acipenser dabryanus

## C
- Chanodichthys mongolicus
- Chuanchia labiosa
- Cobitis melanoleuca melanoleuca
- Coreius septentrionalis
- Culter alburnus
- Cynoglossus semilaevis

## E
- Elopichthys bambusa
- Elops machnata

## G
- Gobio coriparoides
- Gobio gobio
- Gobio huanghensis
- Gobio meridionalis
- Gobio rivuloides
- Gobiobotia homalopteroidea
- Gymnocypris eckloni
- Gymnodiptychus pachycheilus

## H
- Hemibarbus labeo
- Hemiculter bleekeri

## L
- Leuciscus chuanchicus
- Leuciscus waleckii

## M
- Mesogobio tumenensis
- Mylopharyngodon piceus

## P
- Parabramis pekinensis
- Pareuchiloglanis anteanalis
- Pelteobagrus fulvidraco
- Platypharodon extremus
- Psephurus gladius
- Pseudobagrus truncatus
- Pseudolaubuca engraulis

## R
- Rhinogobio nasutus
- Rhodeus fangi
- Rhynchocypris lagowskii
- Rhynchocypris oxycephalus

## S
- Saurogobio dumerili
- Schizopygopsis pylzovi
- Silurus lanzhouensis
- Squalidus intermedius

## T
- Toxabramis swinhonis
- Triplophysa alticeps
- Triplophysa heyangensis
- Triplophysa longianguis
- Triplophysa microps
- Triplophysa minxianensis
- Triplophysa obscura
- Triplophysa obtusirostra
- Triplophysa orientalis
- Triplophysa pappenheimi
- Triplophysa pseudoscleroptera
- Triplophysa robusta
- Triplophysa scleroptera
- Triplophysa siluroides
- Triplophysa stoliczkai

## Z
- Zacco platypus[1]